# Isabella (Millais)
Pour les articles homonymes, voir Isabella.
Isabella est un tableau réalisé par le peintre britannique John Everett Millais en 1849. De format horizontal, cette huile sur toile est une scène de genre préraphaélite qui s'inspire d'Isabella, or the Pot of Basil, un poème de John Keats lui-même basé sur l'une des nouvelles du Décaméron de Boccace. Elle représente un repas au cours duquel une jeune femme du nom d'Isabella partage une orange sanguine avec un certain Lorenzo tandis que de l'autre côté de la table, s'étant rendu compte de leur amour, son frère s'énerve en cassant une noix, et en repoussant un chien du bout du pied. Exposée à la Royal Academy of Arts l'année de sa création, l'œuvre est conservée depuis 1884 à la Walker Art Gallery, à Liverpool, en Angleterre.